# Aleksandr Ogłoblin
Aleksandr Konstantinowicz Ogłoblin (ros. Александр Константинович Оглоблин; ur. 2 lutego 1939, zm. 23 kwietnia 2020) – rosyjski językoznawca i orientalista, specjalista w zakresie języków austronezyjskich. Zajmował się językami, literaturą i kulturą Indonezji i Malezją, typologią lingwistyczną, językiem jawajskim oraz dialektologią malajską.
Był absolwentem Petersburskiego Uniwersytetu Państwowego, gdzie ukończył studia z zakresu indonezystyki. Obronił rozprawę doktorską na temat struktury i ewolucji języków malajsko-jawajskich.
Jego dorobek obejmuje ponad 200 prac naukowych, łącznie z czteroma monografiami (jedną z nich współtworzył). Stworzył bądź współtworzył prace przełomowe dla indonezystyki i austronezystyki rosyjskiej, w tym opracowania gramatyczne języków indonezyjskiego i madurskiego. Tłumacz literatury indonezyjskiej.

## Publikacje (wybór)
- Oczerk diachroniczeskoj tipołogii małajsko-jawanskich jazykow (1996)
- Javanese (2005) // Austronesian languages of Asia and Madagaskar. Adelaar A., Himmelmann N.P. (red.)[2]
- Grammatika indoniezijskogo litieraturnogo jazyka (2008)
- Kamus Besar Rusia-Indonesia (współautorstwo, 2016)